# Carga de mantenimiento
Una carga de mantenimiento  significa cargar una batería cargada completamente a una velocidad igual a su tasa de auto-descarga, lo que permite que la batería se mantenga en su nivel de carga completa. Una batería bajo continua carga de tensión de flotación se dice que está bajo carga de flotación. 
Las baterías de plomo-ácido sin carga de flotación de carga (por ejemplo, en baterías SLI), la carga de mantenimiento se consigue de forma natural al final de la carga, cuando la batería de plomo-ácido tiene una carga de mantenimiento para mantenerse completamente cargada. La carga de mantenimiento  entonces es igual a la energía consumida por la batería de plomo-ácido en dividir el agua en el electrolito en gases de hidrógeno y oxígeno. Otras tecnologías, como la tecnología de la batería de iones de litio, son muy intolerantes al exceso de carga, y no puede ser cargadas en flotación sin un externo Sistema de gestión de baterías.